# Limonia yapicola
Limonia yapicola là một loài ruồi trong họ Limoniidae. Chúng phân bố ở miền Australasia.